# Stazioni ferroviarie del Giappone (T)
| Stazioni ferroviarie del Giappone | Stazioni ferroviarie del Giappone | Stazioni ferroviarie del Giappone | Stazioni ferroviarie del Giappone | Stazioni ferroviarie del Giappone | Stazioni ferroviarie del Giappone | Stazioni ferroviarie del Giappone | Stazioni ferroviarie del Giappone | Stazioni ferroviarie del Giappone | Stazioni ferroviarie del Giappone | Stazioni ferroviarie del Giappone | Stazioni ferroviarie del Giappone | Stazioni ferroviarie del Giappone | Stazioni ferroviarie del Giappone | Stazioni ferroviarie del Giappone | Stazioni ferroviarie del Giappone | Stazioni ferroviarie del Giappone | Stazioni ferroviarie del Giappone | Stazioni ferroviarie del Giappone | Stazioni ferroviarie del Giappone | Stazioni ferroviarie del Giappone |
| --------------------------------- | --------------------------------- | --------------------------------- | --------------------------------- | --------------------------------- | --------------------------------- | --------------------------------- | --------------------------------- | --------------------------------- | --------------------------------- | --------------------------------- | --------------------------------- | --------------------------------- | --------------------------------- | --------------------------------- | --------------------------------- | --------------------------------- | --------------------------------- | --------------------------------- | --------------------------------- | --------------------------------- |
| A                                 | B                                 | C                                 | D                                 | E                                 | F                                 | G                                 | H                                 | I                                 | J                                 | KL                                | M                                 | N                                 | OP                                | R                                 | S                                 | T                                 | U                                 | W                                 | Y                                 | Z                                 |

## Lista delle stazioni

### Ta
| Stazione di Tabaruzaka                   | 田原坂駅（たばるざか）                               |
| Stazione di Tabata (Nagano)              | 田畑駅（たばた）                                     |
| Stazione di Tabata (Tokyo)               | 田端駅（たばた）                                     |
| Stazione di Tabira-Hiradoguchi           | たびら平戸口駅（たびらひらどぐち）                   |
| Stazione di Tabuse                       | 田布施駅（たぶせ）                                   |
| Stazione di Tabushi                      | 旅伏駅（たぶし）                                     |
| Stazione di Tachiaigawa                  | 立会川駅（たちあいがわ）                             |
| Stazione di Tachiarai                    | 太刀洗駅（たちあらい）                               |
| Stazione di Tachibana                    | 立花駅（たちばな）                                   |
| Stazione di Tachihi                      | 立飛駅（たちひ）                                     |
| Stazione di Tachikawa                    | 立川駅（たちかわ）                                   |
| Stazione di Tachikawa-Kita               | 立川北駅（たちかわきた）                             |
| Stazione di Tachikawa-Minami             | 立川南駅（たちかわみなみ）                           |
| Stazione di Tachiki                      | 立木駅（たちき）                                     |
| Stazione di Tachikōji                    | 立小路駅（たちこうじ）                               |
| Stazione di Tachima                      | 立間駅（たちま）                                     |
| Stazione di Tachita                      | 館田駅（たちた）                                     |
| Stazione di Tada (Hyōgo)                 | 多田駅 (兵庫県)（ただ）                              |
| Stazione di Tada (Tochigi)               | 多田駅 (栃木県)（ただ）                              |
| Stazione di Tadachi                      | 田立駅（ただち）                                     |
| Stazione di Tadami                       | 只見駅（ただみ）                                     |
| Stazione di Tadanoumi                    | 忠海駅（ただのうみ）                                 |
| Stazione di Tadaoka                      | 忠岡駅（ただおか）                                   |
| Stazione di Tado                         | 多度駅（たど）                                       |
| Stazione di Tadotsu                      | 多度津駅（たどつ）                                   |
| Stazione di Tagajō                       | 多賀城駅（たがじょう）                               |
| Stazione di Tagami (Gifu)                | 田神駅（たがみ）                                     |
| Stazione di Tagami (Niigata)             | 田上駅（たがみ）                                     |
| Stazione di Tagataishamae                | 多賀大社前駅（たがたいしゃまえ）                     |
| Stazione di Tagatajinjamae               | 田県神社前駅（たがたじんじゃまえ）                   |
| Stazione di Tagawa-Gotōji                | 田川後藤寺駅（たがわごとうじ）                       |
| Stazione di Tagawa-Ita                   | 田川伊田駅（たがわいた）                             |
| Stazione di Tagawa-Shiritsubyōin         | 田川市立病院駅（たがわしりつびょういん）             |
| Stazione di Tagi                         | 田儀駅（たぎ）                                       |
| Stazione di Tagiri                       | 田切駅（たぎり）                                     |
| Stazione di Tagokura                     | 田子倉駅（たごくら）                                 |
| Stazione di Tahara                       | 田原駅（たはら）                                     |
| Stazione di Tahōtō                       | 多宝塔駅（たほうとう）                               |
| Stazione di Taichō no Sato               | 泰澄の里駅（たいちょうのさと）                       |
| Stazione di Taihei                       | 太平駅（たいへい）                                   |
| Stazione di Taiji                        | 太地駅（たいじ）                                     |
| Stazione di Taikenkōdō                   | 体験坑道駅（たいけんこうどう）                       |
| Stazione di Taimadera                    | 当麻寺駅（たいまでら）                               |
| Stazione di Tainohama                    | 田井ノ浜駅（たいのはま）                             |
| Stazione di Tainose                      | 田井ノ瀬駅（たいのせ）                               |
| Stazione di Tairadate                    | 平館駅（たいらだて）                                 |
| Stazione di Tairamachi                   | 多比良町駅（たいらまち）                             |
| Stazione di Taisanji                     | 大山寺駅（たいさんじ）                               |
| Stazione di Taisei                       | 大成駅（たいせい）                                   |
| Stazione di Taishibashi-Imaichi          | 太子橋今市駅（たいしばしいまいち）                   |
| Stazione di Taishidō                     | 太子堂駅（たいしどう）                               |
| Stazione di Taishō (Nagasaki)            | 大正駅 (長崎県)（たいしょう）                        |
| Stazione di Taishō (Osaka)               | 大正駅 (大阪府)（たいしょう）                        |
| Stazione di Taitō                        | 太東駅（たいとう）                                   |
| Stazione di Taiyō                        | 大洋駅（たいよう）                                   |
| Stazione di Tajibe                       | 丹治部駅（たじべ）                                   |
| Stazione di Tajima (Nara)                | 但馬駅（たじま）                                     |
| Stazione di Tajima (Tochigi)             | 田島駅（たじま）                                     |
| Stazione di Tajimakōkōmae                | 田島高校前駅（たじまこうこうまえ）                   |
| Stazione di Tajima-Mie                   | 但馬三江駅（たじまみえ）                             |
| Stazione di Tajimi                       | 多治見駅（たじみ）                                   |
| Stazione di Tajiri                       | 田尻駅（たじり）                                     |
| Stazione di Taka                         | 高駅（たか）                                         |
| Stazione di Takabata                     | 高畑駅（たかばた）                                   |
| Stazione di Takachaya                    | 高茶屋駅（たかちゃや）                               |
| Stazione di Takada (Nara)                | 高田駅 (奈良県)（たかだ）                            |
| Stazione di Takada (Niigata)             | 高田駅 (新潟県)（たかだ）                            |
| Stazione di Takadabashi                  | 高田橋駅（たかだばし）                               |
| Stazione di Takadahonzan                 | 高田本山駅（たかだほんざん）                         |
| Stazione di Takadanobaba                 | 高田馬場駅（たかだのばば）                           |
| Stazione di Takadashi                    | 高田市駅（たかだし）                                 |
| Stazione di Takagari                     | 鷹狩駅（たかがり）                                   |
| Stazione di Takagi (Hiroshima)           | 高木駅 (広島県)（たかぎ）                            |
| Stazione di Takagi (Toyama)              | 高儀駅（たかぎ）                                     |
| Stazione di Takagimachi                  | 高城町駅（たかぎまち）                               |
| Stazione di Takahagi                     | 高萩駅（たかはぎ）                                   |
| Stazione di Takahama (Ehime)             | 高浜駅 (愛媛県)（たかはま）                          |
| Stazione di Takahama (Ibaraki)           | 高浜駅 (茨城県)（たかはま）                          |
| Stazione di Takahama (Shimane)           | 高浜駅 (島根県)（たかはま）                          |
| Stazione di Takahamaminato               | 高浜港駅（たかはまみなと）                           |
| Stazione di Takaharu                     | 高原駅（たかはる）                                   |
| Stazione di Takahashi                    | 高橋駅（たかはし）                                   |
| Stazione di Takahata                     | 高畠駅（たかはた）                                   |
| Stazione di Takahata-Fudō                | 高幡不動駅（たかはたふどう）                         |
| Stazione di Takaida (Higashiosaka)       | 高井田駅 (大阪府東大阪市)（たかいだ）                |
| Stazione di Takaida (Kashiwara)          | 高井田駅 (大阪府柏原市)（たかいだ）                  |
| Stazione di Takaida-Chūō                 | 高井田中央駅（たかいだちゅうおう）                   |
| Stazione di Takaido                      | 高井戸駅（たかいど）                                 |
| Stazione di Takaishi                     | 高石駅（たかいし）                                   |
| Stazione di Takaiwa (Nagano)             | 高岩駅 (長野県)（たかいわ）                          |
| Stazione di Takaiwa (Nagasaki)           | 高岩駅 (長崎県)（たかいわ）                          |
| Stazione di Takajō                       | 高城駅（たかじょう）                                 |
| Stazione di Takako                       | 高子駅（たかこ）                                     |
| Stazione di Takaku                       | 高久駅（たかく）                                     |
| Stazione di Takamatsu (Ishikawa)         | 高松駅 (石川県)（たかまつ）                          |
| Stazione di Takamatsu (Kagawa)           | 高松駅 (香川県)（たかまつ）                          |
| Stazione di Takamatsu (Tokyo)            | 高松駅 (東京都)（たかまつ）                          |
| Stazione di Takamatsu-Chikkō             | 高松築港駅（たかまつちっこう）                       |
| Stazione di Takamatsuchō                 | 高松町駅（たかまつちょう）                           |
| Stazione di Takamatsu Freight Terminal   | 高松貨物ターミナル駅（たかまつかもつたーみなる）     |
| Stazione di Takaminosato                 | 高見ノ里駅（たかみのさと）                           |
| Stazione di Takamitsu                    | 高光駅（たかみつ）                                   |
| Stazione di Takamiya (Fukuoka)           | 高宮駅 (福岡県)（たかみや）                          |
| Stazione di Takamiya (Shiga)             | 高宮駅 (滋賀県)（たかみや）                          |
| Stazione di Takamizu                     | 高水駅（たかみず）                                   |
| Stazione di Takamori                     | 高森駅（たかもり）                                   |
| Stazione di Takanabe                     | 高鍋駅（たかなべ）                                   |
| Stazione di Takanawadai                  | 高輪台駅（たかなわだい）                             |
| Stazione di Takanekido                   | 高根木戸駅（たかねきど）                             |
| Stazione di Takanekōdan                  | 高根公団駅（たかねこうだん）                         |
| Stazione di Takano                       | 高野駅 (岡山県)（たかの）                            |
| Stazione di Takanodai                    | 鷹の台駅（たかのだい）                               |
| Stazione di Takanohara                   | 高の原駅（たかのはら）                               |
| Stazione di Takanoko                     | 鷹ノ子駅（たかのこ）                                 |
| Stazione di Takanomiya                   | 高ノ宮駅（たかのみや）                               |
| Stazione di Takanosu                     | 鷹巣駅（たかのす）                                   |
| Stazione di Takao (Gifu)                 | 高尾駅 (岐阜県)（たかお）                            |
| Stazione di Takao (Tokyo)                | 高尾駅 (東京都)（たかお）                            |
| Stazione di Takaoka (Aichi)              | 高岳駅（たかおか）                                   |
| Stazione di Takaoka (Toyama)             | 高岡駅（たかおか）                                   |
| Stazione di Takaokaekimae                | 高岡駅前駅（たかおかえきまえ）                       |
| Stazione di Takaono                      | 高尾野駅（たかおの）                                 |
| Stazione di Takaosan                     | 高尾山駅（たかおさん）                               |
| Stazione di Takaosanguchi                | 高尾山口駅（たかおさんぐち）                         |
| Stazione di Takarabe                     | 財部駅（たからべ）                                   |
| Stazione di Takarachō                    | 宝町駅 (東京都)（たからちょう）                      |
| Stazione di Takaragaike                  | 宝ヶ池駅（たからがいけ）                             |
| Stazione di Takarazuka (JR West)         | 宝塚駅（たからづか）                                 |
| Stazione di Takarazuka-Minamiguchi       | 宝塚南口駅（たからづかみなみぐち）                   |
| Stazione di Takasago (Hokkaidō)          | 高砂駅 (北海道)（たかさご）                          |
| Stazione di Takasago (Hyōgo)             | 高砂駅 (兵庫県)（たかさご）                          |
| Stazione di Takasagochō                  | 高砂町駅（たかさごちょう）                           |
| Stazione di Takasaka                     | 高坂駅（たかさか）                                   |
| Stazione di Takasaki                     | 高崎駅（たかさき）                                   |
| Stazione di Takasaki-Shinden             | 高崎新田駅（たかさきしんでん）                       |
| Stazione di Takasaki-Shōkadaigakumae     | 高崎商科大学前駅（たかさきしょうかだいがくまえ）     |
| Stazione di Takasaki-Tonyamachi          | 高崎問屋町駅（たかさきとんやまち）                   |
| Stazione di Takase (Kagawa)              | 高瀬駅 (香川県)（たかせ）                            |
| Stazione di Takase (Yamagata)            | 高瀬駅 (山形県)（たかせ）                            |
| Stazione di Takashi                      | 高師駅（たかし）                                     |
| Stazione di Takashima (Okayama)          | 高島駅 (岡山県)（たかしま）                          |
| Stazione di Takashimachō                 | 高島町駅（たかしまちょう）                           |
| Stazione di Takashimadaira               | 高島平駅（たかしまだいら）                           |
| Stazione di Takashimaguchi               | 鷹島口駅（たかしまぐち）                             |
| Stazione di Takashina                    | 高科駅（たかしな）                                   |
| Stazione di Takashinohama                | 高師浜駅（たかしのはま）                             |
| Stazione di Takasu (Hiroshima)           | 高須駅 (広島県)（たかす）                            |
| Stazione di Takasu (Kōchi)               | 高須駅 (高知県)（たかす）                            |
| Stazione di Takasujinja                  | 高須神社駅（たかすじんじゃ）                         |
| Stazione di Takata (Fukuoka)             | 高田駅 (福岡県)（たかた）                            |
| Stazione di Takata (Kagawa)              | 高田駅 (香川県)（たかた）                            |
| Stazione di Takata (Kanagawa)            | 高田駅 (神奈川県)（たかた）                          |
| Stazione di Takataki                     | 高滝駅（たかたき）                                   |
| Stazione di Takatama                     | 高擶駅（たかたま）                                   |
| Stazione di Takatōbara                   | 高遠原駅（たかとおばら）                             |
| Stazione di Takatori (Hiroshima)         | 高取駅（たかとり）                                   |
| Stazione di Takatori (Hyōgo)             | 鷹取駅（たかとり）                                   |
| Stazione di Takatsu (Kanagawa)           | 高津駅 (神奈川県)（たかつ）                          |
| Stazione di Takatsu (Kyoto)              | 高津駅 (京都府)（たかつ）                            |
| Stazione di Takatsuka                    | 高塚駅（たかつか）                                   |
| Stazione di Takatsuki (Shiga)            | 高月駅（たかつき）                                   |
| Stazione di Takatsuki (Osaka)            | 高槻駅（たかつき）                                   |
| Stazione di Takatsuki-shi                | 高槻市駅（たかつきし）                               |
| Stazione di Takatsuno                    | 高角駅（たかつの）                                   |
| Stazione di Takawashi                    | 高鷲駅（たかわし）                                   |
| Stazione di Takaya                       | 高屋駅（たかや）                                     |
| Stazione di Takayama                     | 高山駅（たかやま）                                   |
| Stazione di Takayanagi                   | 高柳駅（たかやなぎ）                                 |
| Stazione di Takayasu                     | 高安駅（たかやす）                                   |
| Stazione di Takayasuyama                 | 高安山駅 （たかやすやま）                            |
| Stazione di Takayokosuka                 | 高横須賀駅（たかよこすか）                           |
| Stazione di Take                         | 竹駅（たけ）                                         |
| Stazione di Takebashi                    | 竹橋駅（たけばし）                                   |
| Stazione di Takebe                       | 建部駅（たけべ）                                     |
| Stazione di Takeda (Hyōgo)               | 竹田駅 (兵庫県)（たけだ）                            |
| Stazione di Takeda (Kyōto)               | 竹田駅 (京都府)（たけだ）                            |
| Stazione di Takedao                      | 武田尾駅（たけだお）                                 |
| Stazione di Takefu                       | 武生駅（たけふ）                                     |
| Stazione di Takehana                     | 竹鼻駅（たけはな）                                   |
| Stazione di Takehara                     | 竹原駅（たけはら）                                   |
| Stazione di Takekawa                     | 武川駅（たけかわ）                                   |
| Stazione di Takekoma                     | 竹駒駅（たけこま）                                   |
| Stazione di Takematsu                    | 竹松駅（たけまつ）                                   |
| Stazione di Takemura                     | 竹村駅（たけむら）                                   |
| Stazione di Takenaka                     | 竹中駅（たけなか）                                   |
| Stazione di Takenami                     | 武並駅（たけなみ）                                   |
| Stazione di Takeno                       | 竹野駅（たけの）                                     |
| Stazione di Takenotsuka                  | 竹ノ塚駅（たけのつか）                               |
| Stazione di Takeoka                      | 竹岡駅（たけおか）                                   |
| Stazione di Takeo-Onsen                  | 武雄温泉駅（たけおおんせん）                         |
| Stazione di Takesato                     | 武里駅（たけさと）                                   |
| Stazione di Takeshi                      | 武志駅（たけし）                                     |
| Stazione di Takeshiba                    | 竹芝駅（たけしば）                                   |
| Stazione di Takeshita                    | 竹下駅（たけした）                                   |
| Stazione di Taketoyo                     | 武豊駅（たけとよ）                                   |
| Stazione di Takeura                      | 竹浦駅（たけうら）                                   |
| Stazione di Takezawa                     | 竹沢駅（たけざわ）                                   |
| Stazione di Taki (Mie)                   | 多気駅（たき）                                       |
| Stazione di Taki (Hyōgo)                 | 滝駅 (兵庫県)（たき）                                |
| Stazione di Taki (Tochigi)               | 滝駅 (栃木県)（たき）                                |
| Stazione di Takibe                       | 滝部駅（たきべ）                                     |
| Stazione di Takidani                     | 滝谷駅 (大阪府)（たきだに）                          |
| Stazione di Takidani-Fudō                | 滝谷不動駅（たきだにふどう）                         |
| Stazione di Takifudō                     | 滝不動駅 （たきふどう）                              |
| Stazione di Takihama                     | 多喜浜駅（たきはま）                                 |
| Stazione di Takihara                     | 滝原駅（たきはら）                                   |
| Stazione di Takii                        | 滝井駅（たきい）                                     |
| Stazione di Takikawa                     | 滝川駅（たきかわ）                                   |
| Stazione di Takimizu                     | 滝水駅（たきみず）                                   |
| Stazione di Takimoto                     | 滝本駅（たきもと）                                   |
| Stazione di Takino                       | 滝野駅（たきの）                                     |
| Stazione di Takinochaya                  | 滝の茶屋駅（たきのちゃや）                           |
| Stazione di Takinogawa-Itchōme           | 滝野川一丁目駅（たきのがわいっちょうめ）             |
| Stazione di Takinoma                     | 滝ノ間駅（たきのま）                                 |
| Stazione di Takinomiya                   | 滝宮駅（たきのみや）                                 |
| Stazione di Takinoue                     | 滝ノ上駅（たきのうえ）                               |
| Stazione di Takio                        | 滝尾駅（たきお）                                     |
| Stazione di Takiya                       | 滝谷駅 (福島県)（たきや）                            |
| Stazione di Takiyama                     | 滝山駅（たきやま）                                   |
| Stazione di Takizawa                     | 滝沢駅（たきざわ）                                   |
| Stazione di Tako                         | 田子駅（たこ）                                       |
| Stazione di Takojizō                     | 蛸地蔵駅（たこじぞう）                               |
| Stazione di Taku                         | 多久駅（たく）                                       |
| Stazione di Takuhoku                     | 拓北駅（たくほく）                                   |
| Stazione di Takuma                       | 詫間駅（たくま）                                     |
| Stazione di Takyō                        | 田京駅（たきょう）                                   |
| Stazione di Tama Center                  | 多摩センター駅（たませんたー）                       |
| Stazione di Tama Plaza                   | たまプラーザ駅（たまぷらーざ）                       |
| Stazione di Tama                         | 多磨駅（たま）                                       |
| Stazione di Tamachi (Okayama)            | 田町駅 (岡山県)（たまち）                            |
| Stazione di Tamachi (Tokyo)              | 田町駅 (東京都)（たまち）                            |
| Stazione di Tamade (Nara)                | 玉手駅（たまで）                                     |
| Stazione di Tamade (Osaka)               | 玉出駅（たまで）                                     |
| Stazione di Tamado                       | 玉戸駅（たまど）                                     |
| Stazione di Tama-Dōbutsukōen             | 多摩動物公園駅（たまどうぶつこうえん）               |
| Stazione di Tamae                        | 玉江駅（たまえ）                                     |
| Stazione di Tamagaki                     | 玉垣駅（たまがき）                                   |
| Stazione di Tamagashi                    | 玉柏駅（たまがし）                                   |
| Stazione di Tamagawa (Iwate)             | 玉川駅 (岩手県)（たまがわ）                          |
| Stazione di Tamagawa (Osaka)             | 玉川駅 (大阪府)（たまがわ）                          |
| Stazione di Tamagawa (Tokyo)             | 多摩川駅（たまがわ）                                 |
| Stazione di Tamagawagakuen-mae           | 玉川学園前駅（たまがわがくえんまえ）                 |
| Stazione di Tamagawajōsui                | 玉川上水駅（たまがわじょうすい）                     |
| Stazione di Tamagawamura                 | 玉川村駅（たまがわむら）                             |
| Stazione di Tamamizu                     | 玉水駅（たまみず）                                   |
| Stazione di Tamamura                     | 玉村駅（たまむら）                                   |
| Stazione di Tamana                       | 玉名駅（たまな）                                     |
| Stazione di Tamano                       | 玉野駅（たまの）                                     |
| Stazione di Tamanoe                      | 玉之江駅（たまのえ）                                 |
| Stazione di Tamanoi                      | 玉ノ井駅（たまのい）                                 |
| Stazione di Tamarai                      | 玉来駅（たまらい）                                   |
| Stazione di Tama-Reien                   | 多磨霊園駅（たまれいえん）                           |
| Stazione di Tamari                       | 玉里駅（たまり）                                     |
| Stazione di Tamaru                       | 田丸駅（たまる）                                     |
| Stazione di Tamasakai                    | 多摩境駅（たまさかい）                               |
| Stazione di Tamatsukuri                  | 玉造駅（たまつくり）                                 |
| Stazione di Tamatsukurimachi             | 玉造町駅（たまつくりまち）                           |
| Stazione di Tamatsukuri-Onsen            | 玉造温泉駅（たまつくりおんせん）                     |
| Stazione di Tamayodo                     | 玉淀駅（たまよど）                                   |
| Stazione di Tambabashi                   | 丹波橋駅（たんばばし）                               |
| Stazione di Tambaguchi                   | 丹波口駅（たんばぐち）                               |
| Stazione di Tamba-Ōyama                  | 丹波大山駅（たんばおおやま）                         |
| Stazione di Tamba-Takeda                 | 丹波竹田駅（たんばたけだ）                           |
| Stazione di Tameike-Sannō                | 溜池山王駅（ためいけさんのう）                       |
| Stazione di Tammachi                     | 反町駅（たんまち）                                   |
| Stazione di Tamoto                       | 田本駅（たもと）                                     |
| Stazione di Tampi                        | 丹比駅（たんぴ）                                     |
| Stazione di Tamura                       | 田村駅（たむら）                                     |
| Stazione di Tana                         | 田奈駅（たな）                                       |
| Stazione di Tanabe                       | 田辺駅（たなべ）                                     |
| Stazione di Tanagata                     | 棚方駅（たながた）                                   |
| Stazione di Tanagawa                     | 多奈川駅（たながわ）                                 |
| Stazione di Tanaka                       | 田中駅（たなか）                                     |
| Stazione di Tanakaguchi                  | 田中口駅（たなかぐち）                               |
| Stazione di Tanakura                     | 棚倉駅（たなくら）                                   |
| Stazione di Tanami                       | 田並駅（たなみ）                                     |
| Stazione di Tanashi                      | 田無駅（たなし）                                     |
| Stazione di Taneichi                     | 種市駅（たねいち）                                   |
| Stazione di Tanesashi-kaigan             | 種差海岸駅（たねさしかいがん）                       |
| Stazione di Tanga                        | 旦過駅（たんが）                                     |
| Stazione di Tango-Kanno                  | 丹後神野駅（たんごかんの）                           |
| Stazione di Tango-Kanzaki                | 丹後神崎駅（たんごかんざき）                         |
| Stazione di Tango-Ōmiya                  | 丹後大宮駅（たんごおおみや）                         |
| Stazione di Tango-Yura                   | 丹後由良駅（たんごゆら）                             |
| Stazione di Tanigami                     | 谷上駅（たにがみ）                                   |
| Stazione di Tanigashira                  | 谷頭駅（たにがしら）                                 |
| Stazione di Tanigumiguchi                | 谷汲口駅（たにぐみぐち）                             |
| Stazione di Tanihama                     | 谷浜駅（たにはま）                                   |
| Stazione di Tanikawa                     | 谷川駅（たにかわ）                                   |
| Tanimachi Kyūchōme                       | 谷町九丁目駅（たにまちきゅうちょうめ）               |
| Tanimachi Rokuchōme                      | 谷町六丁目駅（たにまちろくちょうめ）                 |
| Tanimachi Yonchōme                       | 谷町四丁目駅（たにまちよんちょうめ）                 |
| Stazione di Taninokuchi                  | 谷之口駅（たにのくち）                               |
| Stazione di Taniyama (JR Kyushu)         | 谷山駅 (JR九州)（たにやま）                          |
| Stazione di Taniyama (tram di Kagoshima) | 谷山駅 (鹿児島市電)（たにやま）                      |
| Stazione di Tanjōji                      | 誕生寺駅（たんじょうじ）                             |
| Stazione di Tanno                        | 端野駅（たんの）                                     |
| Stazione di Tannowa                      | 淡輪駅（たんのわ）                                   |
| Stazione di Tano (Kōchi)                 | 田野駅 (高知県)（たの）                              |
| Stazione di Tano (Miyazaki)              | 田野駅 (宮崎県)（たの）                              |
| Stazione di Tanohata                     | 田野畑駅（たのはた）                                 |
| Stazione di Tanokubo                     | 田窪駅（たのくぼ）                                   |
| Stazione di Tanokuchi                    | 田野口駅（たのくち）                                 |
| Stazione di Tanokura                     | 田野倉駅（たのくら）                                 |
| Stazione di Tanoura-Otachimisaki-kōen    | たのうら御立岬公園駅（たのうらおたちみさきこうえん） |
| Stazione di Tanshō                       | 丹荘駅（たんしょう）                                 |
| Stazione di Tanuma                       | 田沼駅（たぬま）                                     |
| Stazione di Tanushimaru                  | 田主丸駅（たぬしまる）                               |
| Stazione di Taoji                        | 田尾寺駅（たおじ）                                   |
| Stazione di Tappi-Kaitei                 | 竜飛海底駅（たっぴかいてい）                         |
| Stazione di Tara                         | 多良駅（たら）                                       |
| Stazione di Taragi                       | 多良木駅（たらぎ）                                   |
| Stazione di Tarō                         | 田老駅（たろう）                                     |
| Stazione di Tarōbōgū-mae                 | 太郎坊宮前駅（たろうぼうぐうまえ）                   |
| Stazione di Tarōmaru                     | 太郎丸駅（たろうまる）                               |
| Stazione di Tarui (Gifu)                 | 垂井駅（たるい）                                     |
| Stazione di Tarui (Osaka)                | 樽井駅（たるい）                                     |
| Stazione di Tarumi (Gifu)                | 樽見駅（たるみ）                                     |
| Stazione di Tarumi (Hyōgo)               | 垂水駅（たるみ）                                     |
| Stazione di Tashiro                      | 田代駅（たしろ）                                     |
| Stazione di Tatara (Gunma)               | 多々良駅（たたら）                                   |
| Stazione di Tatara (Tochigi)             | 多田羅駅（たたら）                                   |
| Stazione di Tateba                       | 立場駅（たてば）                                     |
| Stazione di Tatebayashi                  | 館林駅（たてばやし）                                 |
| Stazione di Tatebori                     | 竪堀駅（たてぼり）                                   |
| Stazione di Tateda                       | 立田駅（たてだ）                                     |
| Stazione di Tategahana                   | 立ヶ花駅（たてがはな）                               |
| Stazione di Tateishi                     | 立石駅（たていし）                                   |
| Stazione di Tatekawame                   | 立川目駅（たてかわめ）                               |
| Stazione di Tatekoshi                    | 館腰駅（たてこし）                                   |
| Tatemachi                                | 立町駅（たてまち）                                   |
| Stazione di Tateno (Kumamoto)            | 立野駅 (熊本県)（たての）                            |
| Stazione di Tateno (Saga)                | 立野駅 (佐賀県)（たての）                            |
| Stazione di Tateyama (Chiba)             | 館山駅（たてやま）                                   |
| Stazione di Tateyama (Toyama)            | 立山駅（たてやま）                                   |
| Stazione di Tateyama (Yamagata)          | 楯山駅（たてやま）                                   |
| Stazione di Tatsue                       | 立江駅（たつえ）                                     |
| Stazione di Tatsumi                      | 辰巳駅（たつみ）                                     |
| Stazione di Tatsumichi                   | 立道駅（たつみち）                                   |
| Stazione di Tatsumigaoka                 | 巽ヶ丘駅（たつみがおか）                             |
| Stazione di Tatsuno (Nagano)             | 辰野駅（たつの）                                     |
| Stazione di Tatsuno (Hyōgo)              | 竜野駅（たつの）                                     |
| Stazione di Tatsuokajō                   | 龍岡城駅（たつおかじょう）                           |
| Stazione di Tatsuruhama                  | 田鶴浜駅（たつるはま）                               |
| Stazione di Tatsuta                      | 竜田駅（たつた）                                     |
| Stazione di Tatsutagawa                  | 竜田川駅（たつたがわ）                               |
| Stazione di Tatsutaguchi                 | 竜田口駅（たつたぐち）                               |
| Stazione di Taura                        | 田浦駅（たうら）                                     |
| Stazione di Tawarada                     | 俵田駅（たわらだ）                                   |
| Stazione di Tawaramachi (Fukui)          | 田原町駅 (福井県)（たわらまち）                      |
| Stazione di Tawaramachi (Tokyo)          | 田原町駅 (東京都)（たわらまち）                      |
| Stazione di Tawaramoto                   | 田原本駅（たわらもと）                               |
| Stazione di Taya                         | 多屋駅（たや）                                       |
| Stazione di Tayama                       | 田山駅（たやま）                                     |
| Stazione di Tayoro                       | 多寄駅（たよろ）                                     |
| Stazione di Tayoshi                      | 田吉駅（たよし）                                     |
| Stazione di Tazawa                       | 田沢駅（たざわ）                                     |
| Stazione di Tazawako                     | 田沢湖駅（たざわこ）                                 |
| Stazione di Tazoe                        | 田添駅（たぞえ）                                     |
| Stazione di Tazu                         | 田津駅（たづ）                                       |

### Te
| Stazione di Tegara                    | 手柄駅（てがら）                                   |
| Stazione di Tehara                    | 手原駅（てはら）                                   |
| Stazione di Teine                     | 手稲駅（ていね）                                   |
| Stazione di Tejikara                  | 手力駅（てぢから）                                 |
| Stazione di Tekuno-Sakaki             | テクノさかき駅（てくのさかき）                     |
| Stazione di Telecom Center            | テレコムセンター駅                                 |
| Stazione di Temma                     | 天満駅（てんま）                                   |
| Stazione di Temmabashi                | 天満橋駅（てんまばし）                             |
| Stazione di Temmachō                  | 伝馬町駅（てんまちょう）                           |
| Stazione di Tempaizan                 | 天拝山駅（てんぱいざん）                           |
| Stazione di Tendai                    | 天台駅（てんだい）                                 |
| Stazione di Tendō                     | 天童駅（てんどう）                                 |
| Stazione di Tengachaya                | 天下茶屋駅（てんがちゃや）                         |
| Stazione di Tenjin                    | 天神駅（てんじん）                                 |
| Nishitetsu Fukuoka (Tenjin)           | 西鉄福岡（天神）駅（にしてつふくおか（てんじん）） |
| Stazione di Tenjimbashisuji Rokuchōme | 天神橋筋六丁目駅（てんじんばしすじろくちょうめ）   |
| Stazione di Tenjingawa                | 天神川駅（てんじんがわ）                           |
| Stazione di Tenjin-minami             | 天神南駅（てんじんみなみ）                         |
| Stazione di Tenjin-yama               | 天神山駅（てんじんやま）                           |
| Stazione di Tenkūbashi                | 天空橋駅（てんくうばし）                           |
| Tenma-cho                             | 天満町駅（てんまちょう）                           |
| Stazione di Tennō (Akita)             | 天王駅（てんのう）                                 |
| Stazione di Tennō (Hiroshima)         | 天応駅（てんのう）                                 |
| Stazione di Tennōchō                  | 天王町駅（てんのうちょう）                         |
| Stazione di Tennōdai                  | 天王台駅（てんのうだい）                           |
| Stazione di Tennōji                   | 天王寺駅（てんのうじ）                             |
| Tennōji-eki-mae                       | 天王寺駅前駅（てんのうじえきまえ）                 |
| Stazione di Tennōjuku                 | 天王宿駅（てんのうじゅく）                         |
| Stazione di Tennōzu Isle              | 天王洲アイル駅（てんのうずアイル）                 |
| Stazione di Tenoko                    | 手ノ子駅（てのこ）                                 |
| Stazione di Tenri                     | 天理駅（てんり）                                   |
| Stazione di Tenryū-Futamata           | 天竜二俣駅（てんりゅうふたまた）                   |
| Stazione di Tenryūgawa                | 天竜川駅（てんりゅうがわ）                         |
| Stazione di Tenryūkyō                 | 天竜峡駅（てんりゅうきょう）                       |
| Stazione di Tentō                     | 天道駅（てんとう）                                 |
| Stazione di Tenwa                     | 天和駅（てんわ）                                   |
| Stazione di Ten-yaba                  | 天矢場駅（てんやば）                               |
| Stazione di Teppōchō                  | 鉄砲町駅（てっぽうちょう）                         |
| Stazione di Terada (Kyoto)            | 寺田駅 (京都府)（てらだ）                          |
| Stazione di Terada (Toyama)           | 寺田駅 (富山県)（てらだ）                          |
| Stazione di Teradachō                 | 寺田町駅（てらだちょう）                           |
| Stazione di Terajichō                 | 寺地町駅（てらぢちょう）                           |
| Stazione di Teradomari                | 寺泊駅（てらどまり）                               |
| Stazione di Terahara                  | 寺原駅（てらはら）                                 |
| Stazione di Terai                     | 寺井駅（てらい）                                   |
| Stazione di Teramae                   | 寺前駅（てらまえ）                                 |
| Stazione di Teramoto                  | 寺本駅（てらもと）                                 |
| Stazione di Terao                     | 寺尾駅（てらお）                                   |
| Stazione di Terashita                 | 寺下駅（てらした）                                 |
| Stazione di Terashō                   | 寺庄駅（てらしょう）                               |
| Stazione di Terauchi                  | 寺内駅（てらうち）                                 |
| Stazione di Teruoka                   | 光岡駅（てるおか）                                 |
| Stazione di Teshiogawa-Onsen          | 天塩川温泉駅（てしおがわおんせん）                 |
| Stazione di Teshio-Nakagawa           | 天塩中川駅（てしおなかがわ）                       |
| Stazione di Tetaru                    | 手樽駅（てたる）                                   |
| Stazione di Tetsudō-Hakubutsukan      | 鉄道博物館駅（てつどうはくぶつかん）               |
| Stazione di Tezukayama                | 帝塚山駅（てづかやま）                             |

### To
| Stazione di Toasa                    | 遠浅駅（とあさ）                                                               |
| Stazione di Toba                     | 鳥羽駅（とば）                                                                 |
| Stazione di Tobakaidō                | 鳥羽街道駅（とばかいどう）                                                     |
| Stazione di Tobanaka                 | 鳥羽中駅（とばなか）                                                           |
| Stazione di Tobanoe                  | 騰波ノ江駅（とばのえ）                                                         |
| Stazione di Tobata                   | 戸畑駅（とばた）                                                               |
| Stazione di Tobe                     | 戸部駅（とべ）                                                                 |
| Stazione di Tobitakyū                | 飛田給駅（とびたきゅう）                                                       |
| Stazione di Tōbu Dōbutsu Kōen        | 東武動物公園駅（とうぶどうぶつこうえんまえ）                                   |
| Stazione di Tōbu Izumi               | 東武和泉駅（とうぶいずみ）                                                     |
| Stazione di Tōbu Kanasaki            | 東武金崎駅（とうぶかなさき）                                                   |
| Stazione di Tōbu Nerima              | 東武練馬駅（とうぶねりま）                                                     |
| Stazione di Tōbu Nikkō               | 東武日光駅（とうぶにっこう）                                                   |
| Stazione di Tōbushijō-mae            | 東部市場前駅（とうぶしじょうまえ）                                             |
| Stazione di Tōbu Takezawa            | 東武竹沢駅（とうぶたけざわ）                                                   |
| Stazione di Tōbu Utsunomiya          | 東武宇都宮駅（とうぶうつのみや）                                               |
| Stazione di Tochigi                  | 栃木駅（とちぎ）                                                               |
| Stazione di Tochihara                | 栃原駅（とちはら）                                                             |
| Stazione di Tochiya                  | 栃屋駅（とちや）                                                               |
| Stazione di Tochōmae                 | 都庁前駅（とちょうまえ）                                                       |
| Stazione di Toda (Aichi)             | 戸田駅 (愛知県)（とだ）                                                        |
| Stazione di Toda (Saitama)           | 戸田駅 (埼玉県)（とだ）                                                        |
| Stazione di Tōdaimae                 | 東大前駅（とうだいまえ）                                                       |
| Stazione di Todakohama               | 戸田小浜駅（とだこはま）                                                       |
| Stazione di Todakōen                 | 戸田公園駅（とだこうえん）                                                     |
| Stazione di Tode                     | 戸手駅（とで）                                                                 |
| Stazione di Toden-Zōshigaya          | 都電雑司ヶ谷駅（とでんぞうしがや）                                             |
| Stazione di Tōdera                   | 塔寺駅（とうでら）                                                             |
| Stazione di Todoroki (Aomori)        | 驫木駅（とどろき）                                                             |
| Stazione di Todoroki (Tokyo)         | 等々力駅（とどろき）                                                           |
| Stazione di Tōei                     | 東栄駅（とうえい）                                                             |
| Stazione di Tōfukuji                 | 東福寺駅（とうふくじ）                                                         |
| Stazione di Tofurō-mae               | 都府楼前駅（とふろうまえ）                                                     |
| Stazione di Tofurō-minami            | 都府楼南駅（とふろうみなみ）                                                   |
| Stazione di Tōfutsu                  | 十弗駅（とおふつ）                                                             |
| Stazione di Toga-Mikita              | 栂・美木多駅（とが・みきた）                                                   |
| Stazione di Tōgane                   | 東金駅（とうがね）                                                             |
| Stazione di Togano                   | 斗賀野駅（とがの）                                                             |
| Stazione di Togari-Nozawa-onsen      | 戸狩野沢温泉駅（とがりのざわおんせん）                                         |
| Stazione di Togashira                | 戸頭駅（とがしら）                                                             |
| Stazione di Togawa                   | 十川駅 (青森県)（とがわ）                                                      |
| Stazione di Tōge                     | 峠駅（とうげ）                                                                 |
| Stazione di Tōgendai                 | 桃源台駅（とうげんだい）                                                       |
| Stazione di Tōgeshita                | 峠下駅（とうげした）                                                           |
| Stazione di Tōgō                     | 東郷駅（とうごう）                                                             |
| Stazione di Togoshi                  | 戸越駅（とごし）                                                               |
| Stazione di Togoshi-Ginza            | 戸越銀座駅（とごしぎんざ）                                                     |
| Stazione di Togoshi-kōen             | 戸越公園駅（とごしこうえん）                                                   |
| Stazione di Tōhoku Fukushi-dai-mae   | 東北福祉大前駅（とうほくふくしだいまえ）                                       |
| Stazione di Tohori                   | 砥堀駅（とほり）                                                               |
| Stazione di Toide                    | 戸出駅（といで）                                                               |
| Stazione di Toikambetsu              | 問寒別駅（といかんべつ）                                                       |
| Stazione di Tōin                     | 東員駅（とういん）                                                             |
| Stazione di Tōji                     | 東寺駅（とうじ）                                                               |
| Stazione di Tōjiin                   | 等持院駅（とうじいん）                                                         |
| Stazione di Tōjimmachi               | 唐人町駅（とうじんまち）                                                       |
| Stazione di Tōji-shiryōkan-minami    | 陶磁資料館南駅（とうじしりょうかんみなみ）                                     |
| Stazione di Tōjō (Aichi)             | 東上駅（とうじょう）                                                           |
| Stazione di Tōjō (Hiroshima)         | 東城駅（とうじょう）                                                           |
| Stazione di Tokachi-Shimizu          | 十勝清水駅（とかちしみず）                                                     |
| Stazione di Tōkai                    | 東海駅（とうかい）                                                             |
| Stazione di Tōkaichiba (Kanagawa)    | 十日市場駅 (神奈川県)（とおかいちば）                                          |
| Stazione di Tōkaichiba (Yamanashi)   | 十日市場駅 (山梨県)（とおかいちば）                                            |
| Tōkaichi-machi                       | 十日市町駅（とおかいちまち）                                                   |
| Stazione di Tōkai-daigaku-mae        | 東海大学前駅（とうかいだいがくまえ）                                           |
| Stazione di Tōkaidōri                | 東海通駅（とうかいどおり）                                                     |
| Stazione di Tōkaigakuenmae           | 東海学園前駅（とうかいがくえんまえ）                                           |
| Stazione di Tōkamachi                | 十日町駅（とおかまち）                                                         |
| Stazione di Tokawa                   | 外川駅（とかわ）                                                               |
| Stazione di Tōkawa                   | 十川駅 (高知県)（とおかわ）                                                    |
| Stazione di Toke                     | 土気駅（とけ）                                                                 |
| Stazione di Tokida                   | 外城田駅（ときだ）                                                             |
| Stazione di Tokimata                 | 時又駅（ときまた）                                                             |
| Stazione di Tokiniwa                 | 時庭駅（ときにわ）                                                             |
| Stazione di Tokishi                  | 土岐市駅（ときし）                                                             |
| Stazione di Tokiwa (Kyoto)           | 常盤駅 (京都府)（ときわ）                                                      |
| Stazione di Tokiwa (Okayama)         | 常盤駅 (岡山県)（ときわ）                                                      |
| Stazione di Tokiwa (Yamaguchi)       | 常盤駅 (山口県)（ときわ）                                                      |
| Stazione di Tokiwadai (Osaka)        | ときわ台駅 (大阪府)（ときわだい）                                              |
| Stazione di Tokiwadai (Tokyo)        | ときわ台駅 (東京都)（ときわだい）                                              |
| Stazione di Tokiwadaira              | 常盤平駅（ときわだいら）                                                       |
| Stazione di Tōkōji                   | 東光寺駅（とうこうじ）                                                         |
| Stazione di Tokoname                 | 常滑駅（とこなめ）                                                             |
| Stazione di Tokonami                 | 床波駅（とこなみ）                                                             |
| Stazione di Tokorogi                 | 所木駅（ところぎ）                                                             |
| Stazione di Tokorozawa               | 所沢駅（ところざわ）                                                           |
| Stazione di Tokuan                   | 徳庵駅（とくあん）                                                             |
| Stazione di Tokuda (Ishikawa)        | 徳田駅 (石川県)（とくだ）                                                      |
| Stazione di Tokuda (Mie)             | 徳田駅 (三重県)（とくだ）                                                      |
| Stazione di Tokumaru                 | 徳丸駅（とくまる）                                                             |
| Stazione di Tokumasu                 | 徳益駅（とくます）                                                             |
| Stazione di Tokumitsu                | 徳満駅（とくみつ）                                                             |
| Stazione di Tokunaga                 | 徳永駅（とくなが）                                                             |
| Stazione di Tokura                   | 戸倉駅（とくら）                                                               |
| Stazione di Tokuriki-Arashiyamaguchi | 徳力嵐山口駅（とくりきあらしやまぐち）                                         |
| Stazione di Tokuriki-Kōdan-mae       | 徳力公団前駅（とくりきこうだんまえ）                                           |
| Stazione di Tokusa                   | 徳佐駅（とくさ）                                                               |
| Stazione di Tokusawa                 | 徳沢駅（とくさわ）                                                             |
| Stazione di Tokushige                | 徳重駅（とくしげ）                                                             |
| Stazione di Tokushige-Nagoyageidai   | 徳重・名古屋芸大駅（とくしげ・なごやげいだい）                                 |
| Stazione di Tokushima                | 徳島駅（とくしま）                                                             |
| Stazione di Tokushuku                | 徳宿駅（とくしゅく）                                                           |
| Stazione di Tokuwa                   | 徳和駅（とくわ）                                                               |
| Stazione di Tokuyama                 | 徳山駅（とくやま）                                                             |
| Stazione di Tokyo Disney Sea         | 東京ディズニーシー・ステーション駅（とうきょうディズニーシーステーション）     |
| Stazione di Tokyo                    | 東京駅（とうきょう）                                                           |
| Stazione di Tokyo Disneyland         | 東京ディズニーランド・ステーション駅（とうきょうディズニーランドステーション） |
| Stazione di Tōkyō Sky Tree           | とうきょうスカイツリー駅（とうきょうスカイツリー）                             |
| Stazione di Tokyo Teleport           | 東京テレポート駅（とうきょうテレポート）                                       |
| Stazione di Tōma                     | 当麻駅（とうま）                                                               |
| Stazione di Tomabechi                | 苫米地駅（とまべち）                                                           |
| Stazione di Tomai                    | 斗米駅（とまい）                                                               |
| Stazione di Tomakomai                | 苫小牧駅（とまこまい）                                                         |
| Stazione di Tomamu                   | トマム駅                                                                       |
| Stazione di Tomari (Mie)             | 泊駅 (三重県)（とまり）                                                        |
| Stazione di Tomari (Toyama)          | 泊駅 (富山県)（とまり）                                                        |
| Stazione di Tomari (Tottori)         | 泊駅 (鳥取県)（とまり）                                                        |
| Stazione di Tomiai                   | 富合駅（とみあい）                                                             |
| Stazione di Tomida                   | 富田駅 (三重県)（とみだ）                                                      |
| Stazione di Tomidahama               | 富田浜駅（とみだはま）                                                         |
| Stazione di Tomihara                 | 富原駅（とみはら）                                                             |
| Stazione di Tomika                   | 富加駅（とみか）                                                               |
| Stazione di Tomikawa                 | 富川駅（とみかわ）                                                             |
| Stazione di Tomine                   | 富根駅（とみね）                                                               |
| Stazione di Tomino                   | 富野駅（とみの）                                                               |
| Stazione di Tomio                    | 富雄駅（とみお）                                                               |
| Stazione di Tomioka                  | 富岡駅（とみおか）                                                             |
| Stazione di Tomiokamae               | 富岡前駅（とみおかまえ）                                                       |
| Stazione di Tomisato                 | 十三里駅（とみさと）                                                           |
| Stazione di Tomita                   | 富田駅 (栃木県)（とみた）                                                      |
| Stazione di Tomiura (Chiba)          | 富浦駅 (千葉県)（とみうら）                                                    |
| Stazione di Tomiura (Hokkaidō)       | 富浦駅 (北海道)（とみうら）                                                    |
| Stazione di Tomiyoshi                | 富吉駅（とみよし）                                                             |
| Stazione di Tomizawa                 | 富沢駅（とみざわ）                                                             |
| Stazione di Tomizu                   | 富水駅（とみず）                                                               |
| Tomo                                 | 伴駅（とも）                                                                   |
| Stazione di Tomobe                   | 友部駅（ともべ）                                                               |
| Tomo-chūō                            | 伴中央駅（ともちゅうおう）                                                     |
| Stazione di Tomoe                    | 友江駅（ともえ）                                                               |
| Stazione di Tomoegawa                | 巴川駅（ともえがわ）                                                           |
| Stazione di Tomura                   | 十村駅（とむら）                                                               |
| Stazione di Tōna                     | 東名駅（とうな）                                                               |
| Stazione di Tonami                   | 砺波駅（となみ）                                                               |
| Stazione di Tonda                    | 富田駅 (大阪府)（とんだ）                                                      |
| Stazione di Tondabayashi             | 富田林駅（とんだばやし）                                                       |
| Stazione di Tondabayashi-nishiguchi  | 富田林西口駅（とんだばやしにしぐち）                                           |
| Stazione di Toneri                   | 舎人駅（とねり）                                                               |
| Stazione di Toneri-kōen              | 舎人公園駅（とねりこうえん）                                                   |
| Stazione di Tōni                     | 唐丹駅（とうに）                                                               |
| Stazione di Tōno                     | 遠野駅（とおの）                                                               |
| Stazione di Tōnohama                 | 唐浜駅（とうのはま）                                                           |
| Stazione di Tōnoharu                 | 唐の原駅（とうのはる）                                                         |
| Stazione di Tōnohetsuri              | 塔のへつり駅（とうのへつり）                                                   |
| Stazione di Tonoki                   | 富木駅（とのき）                                                               |
| Stazione di Tonomi                   | 富海駅（とのみ）                                                               |
| Stazione di Tōnosawa                 | 塔ノ沢駅（とうのさわ）                                                         |
| Stazione di Tonoshō                  | 富野荘駅（とのしょう）                                                         |
| Stazione di Tonoyama                 | 殿山駅（とのやま）                                                             |
| Stazione di Tōrichōsuji              | 通町筋駅（とおりちょうすじ）                                                   |
| Stazione di Tōritani                 | 通谷駅（とおりたに）                                                           |
| Stazione di Torahime                 | 虎姫駅（とらひめ）                                                             |
| Stazione di Torami                   | 東浪見駅（とらみ）                                                             |
| Stazione di Toranomon                | 虎ノ門駅（とらのもん）                                                         |
| Stazione di Toride                   | 取手駅（とりで）                                                               |
| Stazione di Torigata                 | 鳥形駅（とりがた）                                                             |
| Stazione di Torihama                 | 鳥浜駅（とりはま）                                                             |
| Stazione di Torii (Aichi)            | 鳥居駅（とりい）                                                               |
| Stazione di Toriimae                 | 鳥居前駅（とりいまえ）                                                         |
| Stazione di Toriimoto                | 鳥居本駅（とりいもと）                                                         |
| Stazione di Torinoki                 | 鳥ノ木駅（とりのき）                                                           |
| Stazione di Torisawa                 | 鳥沢駅（とりさわ）                                                             |
| Stazione di Toritsudaigaku           | 都立大学駅（とりつだいがく）                                                   |
| Stazione di Toritsu-Kasei            | 都立家政駅（とりつかせい）                                                     |
| Stazione di Toro                     | 土呂駅（とろ）                                                                 |
| Stazione di Tōro                     | 塘路駅（とうろ）                                                               |
| Stazione di Torokko Arashiyama       | トロッコ嵐山駅（トロッコあらしやま）                                           |
| Stazione di Torokko Hozukyō          | トロッコ保津峡駅（トロッコほづきょう）                                         |
| Stazione di Torokko Kameoka          | トロッコ亀岡駅（トロッコかめおか）                                             |
| Stazione di Torokko Saga             | トロッコ嵯峨駅（トロッコさが）                                                 |
| Stazione di Tosa-Ananai              | 土佐穴内駅（とさあなない）                                                     |
| Stazione di Tosa-Ikku                | 土佐一宮駅（とさいっく）                                                       |
| Stazione di Tosa-Irino               | 土佐入野駅（とさいりの）                                                       |
| Stazione di Tosa-Iwahara             | 土佐岩原駅（とさいわはら）                                                     |
| Stazione di Tosa-Kamikawaguchi       | 土佐上川口駅（とさかみかわぐち）                                               |
| Stazione di Tosa-Kamo                | 土佐加茂駅（とさかも）                                                         |
| Stazione di Tosa-Kitagawa            | 土佐北川駅（とさきたがわ）                                                     |
| Stazione di Tosa-Kure                | 土佐久礼駅（とさくれ）                                                         |
| Stazione di Tosa-Nagaoka             | 土佐長岡駅（とさながおか）                                                     |
| Stazione di Tosa-Ōtsu                | 土佐大津駅（とさおおつ）                                                       |
| Stazione di Tosa-Saga                | 土佐佐賀駅（とささが）                                                         |
| Stazione di Tosa-Shinjō              | 土佐新荘駅（とさしんじょう）                                                   |
| Stazione di Tosa-Shirahama           | 土佐白浜駅（とさしらはま）                                                     |
| Stazione di Tosa-Shōwa               | 土佐昭和駅（とさしょうわ）                                                     |
| Stazione di Tosa-Taishō              | 土佐大正駅（とさたいしょう）                                                   |
| Stazione di Tosa-Yamada              | 土佐山田駅（とさやまだ）                                                       |
| Stazione di Toshibetsu               | 利別駅（としべつ）                                                             |
| Stazione di Toshima                  | 豊島駅（としま）                                                               |
| Stazione di Tōshima                  | 十島駅（とおしま）                                                             |
| Stazione di Toshimaen                | 豊島園駅（としまえん）                                                         |
| Stazione di Tōshōgū                  | 東照宮駅（とうしょうぐう）                                                     |
| Stazione di Toso                     | 唐湊駅（とそ）                                                                 |
| Stazione di Tosu                     | 鳥栖駅（とす）                                                                 |
| Stazione di Tōtōmi-Ichinomiya        | 遠江一宮駅（とおとうみいちのみや）                                             |
| Stazione di Totoro                   | 土々呂駅（ととろ）                                                             |
| Stazione di Totsuka                  | 戸塚駅（とつか）                                                               |
| Stazione di Tottori                  | 鳥取駅（とっとり）                                                             |
| Stazione di Tottoridaigaku-mae       | 鳥取大学前駅（とっとりだいがくまえ）                                           |
| Stazione di Tottorinoshō             | 鳥取ノ荘駅（とっとりのしょう）                                                 |
| Stazione di Tōun                     | 東雲駅 (北海道)（とううん）                                                    |
| Stazione di Towada-Minami            | 十和田南駅（とわだみなみ）                                                     |
| Stazione di Towadashi                | 十和田市駅（とわだし）                                                         |
| Stazione di Towata                   | 戸綿駅（とわた）                                                               |
| Stazione di Tōya (Kushiro, Hokkaidō) | 遠矢駅（とおや）                                                               |
| Stazione di Tōya (Tōyako, Hokkaidō)  | 洞爺駅（とうや）                                                               |
| Stazione di Toyama                   | 富山駅（とやま）                                                               |
| Stazione di Toyamaekimae             | 富山駅前駅（とやまえきまえ）                                                   |
| Stazione di Toyamaguchi              | 富山口駅（とやまぐち）                                                         |
| Stazione di Toyasaki                 | 鳥矢崎駅（とやさき）                                                           |
| Stazione di Tōyō Katsutadai          | 東葉勝田台駅（とうようかつただい）                                             |
| Stazione di Toyoake                  | 豊明駅（とよあけ）                                                             |
| Stazione di Tōyōchō                  | 東陽町駅（とうようちょう）                                                     |
| Stazione di Toyoda                   | 豊田駅（とよだ）                                                               |
| Stazione di Toyodachō                | 豊田町駅（とよだちょう）                                                       |
| Stazione di Toyodahommachi           | 豊田本町駅（とよだほんまち）                                                   |
| Stazione di Toyogaoka                | 豊ヶ岡駅（とよがおか）                                                         |
| Stazione di Toyohama                 | 豊浜駅（とよはま）                                                             |
| Stazione di Toyohara                 | 豊原駅（とよはら）                                                             |
| Stazione di Toyoharu                 | 豊春駅（とよはる）                                                             |
| Stazione di Toyohashi                | 豊橋駅（とよはし）                                                             |
| Stazione di Toyohashikōemmae         | 豊橋公園前駅（とよはしこうえんまえ）                                           |
| Stazione di Toyohirakōen             | 豊平公園駅（とよひらこうえん）                                                 |
| Stazione di Toyohoro                 | 豊幌駅（とよほろ）                                                             |
| Stazione di Toyokawa (Aichi)         | 豊川駅 (愛知県)（とよかわ）                                                    |
| Stazione di Toyokawa (Osaka)         | 豊川駅 (大阪府)（とよかわ）                                                    |
| Stazione di Toyokawainari            | 豊川稲荷駅（とよかわいなり）                                                   |
| Stazione di Toyokoro                 | 豊頃駅（とよころ）                                                             |
| Stazione di Toyomane                 | 豊間根駅（とよまね）                                                           |
| Stazione di Toyomi                   | 豊実駅（とよみ）                                                               |
| Stazione di Toyonaga                 | 豊永駅（とよなが）                                                             |
| Stazione di Toyonaka                 | 豊中駅（とよなか）                                                             |
| Stazione di Toyono                   | 豊野駅（とよの）                                                               |
| Stazione di Toyonuma                 | 豊沼駅（とよぬま）                                                             |
| Stazione di Toyooka (Hyōgo)          | 豊岡駅 (兵庫県)（とよおか）                                                    |
| Stazione di Toyooka (Shizuoka)       | 豊岡駅 (静岡県)（とよおか）                                                    |
| Stazione di Toyosaka                 | 豊栄駅（とよさか）                                                             |
| Stazione di Toyosato (Hokkaidō)      | 豊郷駅 (北海道)（とよさと）                                                    |
| Stazione di Toyosato (Shiga)         | 豊郷駅 (滋賀県)（とよさと）                                                    |
| Stazione di Toyoshiki                | 豊四季駅（とよしき）                                                           |
| Stazione di Toyoshimizu              | 豊清水駅（とよしみず）                                                         |
| Stazione di Toyoshina                | 豊科駅（とよしな）                                                             |
| Stazione di Toyosu                   | 豊洲駅（とよす）                                                               |
| Stazione di Toyotashi                | 豊田市駅（とよたし）                                                           |
| Stazione di Toyotomi                 | 豊富駅（とよとみ）                                                             |
| Stazione di Toyotsu (Fukuoka)        | 豊津駅 (福岡県)（とよつ）                                                      |
| Stazione di Toyotsu (Osaka)          | 豊津駅 (大阪府)（とよつ）                                                      |
| Stazione di Toyotsuueno              | 豊津上野駅（とよつうえの）                                                     |
| Stazione di Toyoura                  | 豊浦駅（とようら）                                                             |
| Stazione di Tozawa                   | 戸沢駅（とざわ）                                                               |
| Stazione di Tozuka-Angyō             | 戸塚安行駅（とづかあんぎょう）                                                 |

### Tr
| Stazione di Trade Center-mae | トレードセンター前駅（とれーどせんたーまえ） |

### Tsu
| Stazione di Tsu                    | 津駅（つ）                                 |
| Stazione di Tsubaki                | 椿駅（つばき）                             |
| Stazione di Tsubame                | 燕駅（つばめ）                             |
| Stazione di Tsubame-Sanjō          | 燕三条駅（つばめさんじょう）               |
| Stazione di Tsubata                | 津幡駅（つばた）                           |
| Stazione di Tsubogawa              | 壺川駅（つぼがわ）                         |
| Stazione di Tsuboi                 | 坪井駅（つぼい）                           |
| Stazione di Tsuboigawakōen         | 坪井川公園駅（つぼいがわこうえん）         |
| Stazione di Tsubojiri              | 坪尻駅（つぼじり）                         |
| Stazione di Tsubuku                | 津福駅（つぶく）                           |
| Stazione di Tsuchihashi            | 土橋駅 (愛知県)（つちはし）                |
| Stazione di Tsuchitaru             | 土樽駅（つちたる）                         |
| Stazione di Tsuchiura              | 土浦駅（つちうら）                         |
| Stazione di Tsuchiyama             | 土山駅（つちやま）                         |
| Stazione di Tsuchizaki             | 土崎駅（つちざき）                         |
| Stazione di Tsuchizawa             | 土沢駅（つちざわ）                         |
| Stazione di Tsuda                  | 津田駅（つだ）                             |
| Stazione di Tsudanuma              | 津田沼駅（つだぬま）                       |
| Stazione di Tsudayama              | 津田山駅（つだやま）                       |
| Stazione di Tsūdō                  | 通洞駅（つうどう）                         |
| Stazione di Tsuga                  | 都賀駅（つが）                             |
| Stazione di Tsugaru-Futamata       | 津軽二股駅（つがるふたまた）               |
| Stazione di Tsugaru-Goshogawara    | 津軽五所川原駅（つがるごしょがわら）       |
| Stazione di Tsugaru-Hamana         | 津軽浜名駅（つがるはまな）                 |
| Stazione di Tsugaru-Iizume         | 津軽飯詰駅（つがるいいづめ）               |
| Stazione di Tsugaru-Imabetsu       | 津軽今別駅（つがるいまべつ）               |
| Stazione di Tsugaruishi            | 津軽石駅（つがるいし）                     |
| Stazione di Tsugaru-Miyata         | 津軽宮田駅（つがるみやた）                 |
| Stazione di Tsugaru-Nakasato       | 津軽中里駅（つがるなかさと）               |
| Stazione di Tsugaru-Onoe           | 津軽尾上駅（つがるおのえ）                 |
| Stazione di Tsugaru-Osawa          | 津軽大沢駅（つがるおおさわ）               |
| Stazione di Tsugaru-Shinjō         | 津軽新城駅（つがるしんじょう）             |
| Stazione di Tsugaru-Yunosawa       | 津軽湯の沢駅（つがるゆのさわ）             |
| Stazione di Tsugawa                | 津川駅（つがわ）                           |
| Stazione di Tsuge                  | 柘植駅（つげ）                             |
| Stazione di Tsuiki                 | 築城駅（ついき）                           |
| Stazione di Tsuji                  | 辻駅（つじ）                               |
| Stazione di Tsujidō                | 辻堂駅（つじどう）                         |
| Stazione di Tsukada                | 塚田駅（つかだ）                           |
| Stazione di Tsukaguchi (JR West)   | 塚口駅 (JR西日本)（つかぐち）              |
| Stazione di Tsukaguchi (Hankyū)    | 塚口駅 (阪急)（つかぐち）                  |
| Stazione di Tsukahara              | 塚原駅（つかはら）                         |
| Stazione di Tsukamoto              | 塚本駅（つかもと）                         |
| Stazione di Tsukanome              | 塚目駅（つかのめ）                         |
| Stazione di Tsukayama              | 塚山駅（つかやま）                         |
| Stazione di Tsukida                | 月田駅（つきだ）                           |
| Stazione di Tsukigaoka             | 月ヶ岡駅（つきがおか）                     |
| Stazione di Tsukigaseguchi         | 月ヶ瀬口駅（つきがせぐち）                 |
| Stazione di Tsukiji                | 築地駅（つきじ）                           |
| Stazione di Tsukijibashi           | 築地橋駅（つきじばし）                     |
| Stazione di Tsukijiguchi           | 築地口駅（つきじぐち）                     |
| Stazione di Tsukijishijō           | 築地市場駅（つきじしじょう）               |
| Stazione di Tsukimino              | つきみ野駅（つきみの）                     |
| Stazione di Tsukimiyama            | 月見山駅（つきみやま）                     |
| Stazione di Tsukinoki              | 槻木駅（つきのき）                         |
| Stazione di Tsukinowa              | つきのわ駅（つきのわ）                     |
| Stazione di Tsukioka (Niigata)     | 月岡駅 (新潟県)（つきおか）                |
| Stazione di Tsukioka (Toyama)      | 月岡駅 (富山県)（つきおか）                |
| Stazione di Tsukisamu-Chūō         | 月寒中央駅（つきさむちゅうおう）           |
| Stazione di Tsukishima             | 月島駅（つきしま）                         |
| Stazione di Tsukiyama              | 築山駅（つきやま）                         |
| Stazione di Tsukizaki              | 月崎駅（つきざき）                         |
| Stazione di Tsuko                  | 津古駅（つこ）                             |
| Stazione di Tsukuba                | つくば駅（つくば）                         |
| Stazione di Tsukuba-Sancho         | 筑波山頂駅（つくばさんちょう）             |
| Stazione di Tsukuda (Gunma)        | 津久田駅（つくだ）                         |
| Stazione di Tsukuda (Tokushima)    | 佃駅（つくだ）                             |
| Stazione di Tsukuihama             | 津久井浜駅（つくいはま）                   |
| Stazione di Tsukumi                | 津久見駅（つくみ）                         |
| Stazione di Tsukumo                | 津久毛駅（つくも）                         |
| Stazione di Tsukuno                | 津久野駅（つくの）                         |
| Stazione di Tsukushino             | つくし野駅（つくしの）                     |
| Stazione di Tsumazaki              | 妻崎駅（つまざき）                         |
| Stazione di Tsumori                | 津守駅（つもり）                           |
| Stazione di Tsunagi                | 津奈木駅（つなぎ）                         |
| Stazione di Tsunan                 | 津南駅（つなん）                           |
| Stazione di Tsunashima             | 綱島駅（つなしま）                         |
| Stazione di Tsuneyama              | 常山駅（つねやま）                         |
| Stazione di Tsunezumi              | 常澄駅（つねずみ）                         |
| Stazione di Tsuno                  | 都農駅（つの）                             |
| Stazione di Tsunozu                | 都野津駅（つのづ）                         |
| Stazione di Tsunogawa              | 角川駅（つのがわ）                         |
| Stazione di Tsunoi                 | 津ノ井駅（つのい）                         |
| Stazione di Tsunomori              | 津ノ森駅（つのもり）                       |
| Stazione di Tsuru-bunkadaigaku-mae | 都留文科大学前駅（つるぶんかだいがくまえ） |
| Stazione di Tsurudomari            | 鶴泊駅（つるどまり）                       |
| Stazione di Tsuruga                | 敦賀駅（つるが）                           |
| Stazione di Tsurugamine            | 鶴ヶ峰駅（つるがみね）                     |
| Stazione di Tsurugaoka             | 鶴ヶ丘駅（つるがおか）                     |
| Stazione di Tsurugasaka            | 鶴ヶ坂駅（つるがさか）                     |
| Stazione di Tsurugashima           | 鶴ヶ島駅（つるがしま）                     |
| Stazione di Tsurugata              | 鶴形駅（つるがた）                         |
| Stazione di Tsurugi                | 鶴来駅（つるぎ）                           |
| Stazione di Tsuruhara              | 鶴原駅（つるはら）                         |
| Stazione di Tsuruhashi             | 鶴橋駅（つるはし）                         |
| Stazione di Tsurui                 | 鶴居駅（つるい）                           |
| Stazione di Tsurukawa              | 鶴川駅（つるかわ）                         |
| Stazione di Tsuruma                | 鶴間駅（つるま）                           |
| Stazione di Tsurumai               | 鶴舞駅（つるまい）                         |
| Stazione di Tsurumakionsen         | 鶴巻温泉駅（つるまきおんせん）             |
| Stazione di Tsurumaru              | 鶴丸駅（つるまる）                         |
| Stazione di Tsurumi                | 鶴見駅（つるみ）                           |
| Stazione di Tsurumi-Ichiba         | 鶴見市場駅（つるみいちば）                 |
| Stazione di Tsurumi-Ono            | 鶴見小野駅（つるみおの）                   |
| Stazione di Tsurumi-ryokuchi       | 鶴見緑地駅（つるみりょくち）               |
| Stazione di Tsurunuma              | 鶴沼駅（つるぬま）                         |
| Stazione di Tsuruoka               | 鶴岡駅（つるおか）                         |
| Stazione di Tsurusaki              | 鶴崎駅（つるさき）                         |
| Stazione di Tsurusato              | 鶴里駅（つるさと）                         |
| Stazione di Tsuruse                | 鶴瀬駅（つるせ）                           |
| Stazione di Tsurushi               | 都留市駅（つるし）                         |
| Stazione di Tsuruta                | 鶴田駅（つるた）                           |
| Stazione di Tsuruwa                | 鶴羽駅（つるわ）                           |
| Stazione di Tsushima               | 津島駅（つしま）                           |
| Stazione di Tsushimanomiya         | 津島ノ宮駅（つしまのみや）                 |
| Stazione di Tsushinmachi           | 津新町駅（つしんまち）                     |
| Stazione di Tsusumi                | 都住駅（つすみ）                           |
| Stazione di Tsutsui                | 筒井駅（つつい）                           |
| Stazione di Tsutsuishi             | 筒石駅（つついし）                         |
| Stazione di Tsutsujigaoka (Miyagi) | 榴ヶ岡駅（つつじがおか）                   |
| Stazione di Tsutsujigaoka (Tokyo)  | つつじヶ丘駅（つつじがおか）               |
| Stazione di Tsuwano                | 津和野駅（つわの）                         |
| Stazione di Tsuya                  | 津谷駅（つや）                             |
| Stazione di Tsuyama                | 津山駅（つやま）                           |
| Stazione di Tsuyamaguchi           | 津山口駅（つやまぐち）                     |
| Stazione di Tsuyazaki              | 津屋崎駅（つやざき）                       |
| Stazione di Tsuzu                  | 通津駅（つづ）                             |
| Stazione di Tsuzuki                | 都筑駅（つづき）                           |
| Stazione di Tsuzuki-Fureai-no-Oka  | 都筑ふれあいの丘駅（つづきふれあいのおか） |
| Stazione di Tsuzumigataki          | 鼓滝駅（つづみがたき）                     |
| Stazione di Tsuzumigaura           | 鼓ヶ浦駅（つづみがうら）                   |